# Listvianka (Kurgan)
|  | Per a altres significats, vegeu «Listvianka». |

Listvianka (en rus: Листвянка) és un poble de l'óblast de Kurgan, a Rússia, que en el cens del 2010 tenia 216 habitants. Pertany al districte de Tselínnoie.